# فاطمه صفرپور

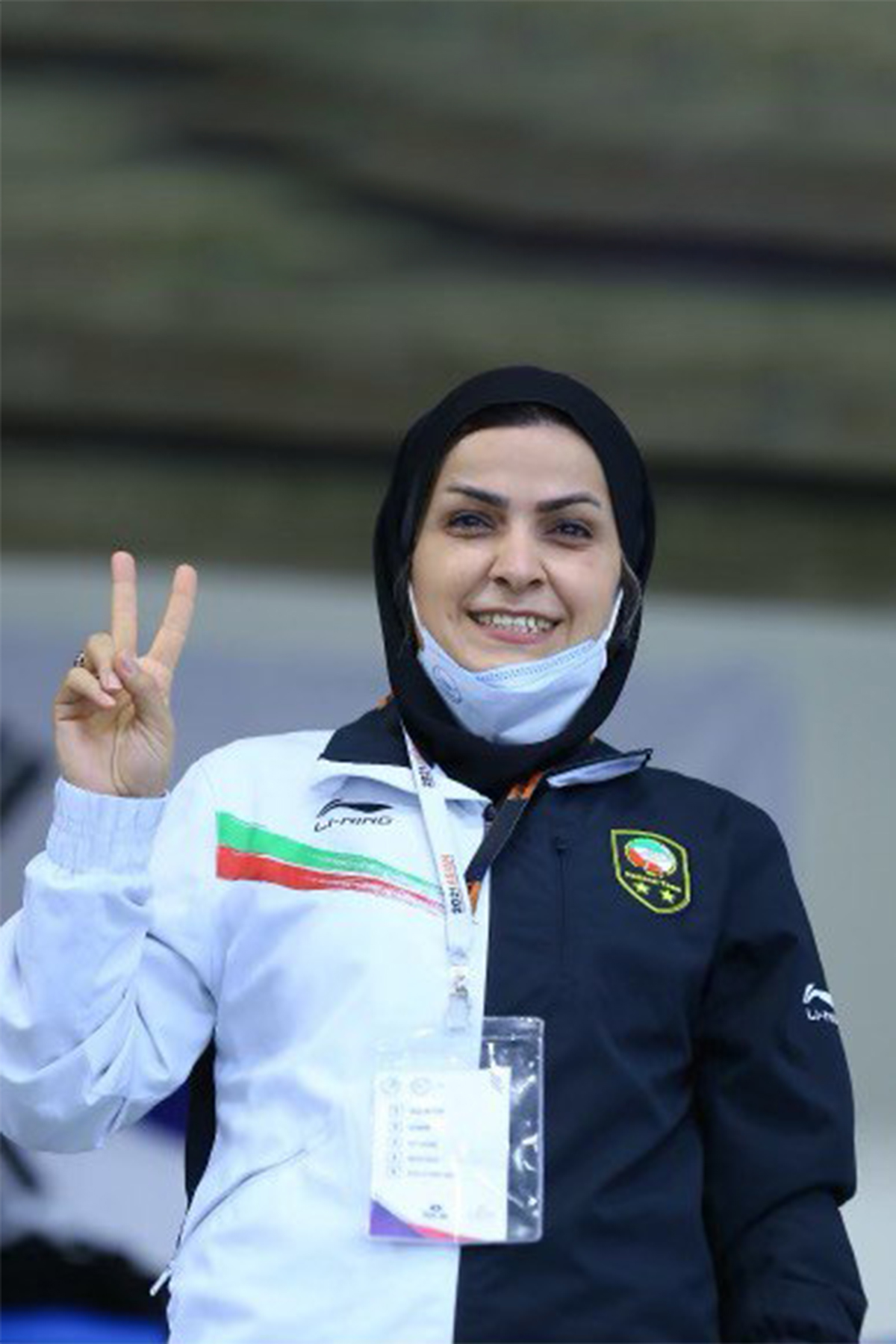

فاطمه صفرپور متولد ۳۰ شهریور ۱۳۶۱ وی اهل لنگرود و ساکن قزوین می‌باشد. او مربی بین‌المللی تکواندو در رشته کیوروگی است و سالهاست به عنوان مربی تیم ملی تکواندو ایران در رده‌های سنی مختلف حضور دارد. صفرپور در سال ۲۰۱۶ موفق به کسب عنوان بهترین مربی در بخش بانوان مسابقات جهانی تکواندو نوجوانان شد. در کارنامهٔ درخشان او مربیگری تیم‌های ملی کشورهایی چون قزاقزستان، سوئد نیز به چشم می‌خورد.

## گواهینامه‌ها
- گواهی دان ۷تحت نظارت فدراسیون تکواندو ایران (۲۰۲۳)
- مربی درجه یک تکواندو کیوروگی زیر نظر فدراسیون تکواندو ایران (۲۰۱۹)
- مربی رسمی تکواندو ایران (۲۰۱۹)
- گواهینامه دان ششمKUKKIWON(2022)
- مدرک داوری درجه دو کیوروگی زیر نظر فدراسیون تکواندو ایران (۱۳۹۵)
- دوره مربیگری درجه ۳ بین‌المللی تکواندو برای کیوروگی زیر نظر تیم جهانی تکواندو آسیا (۲۰۱۴)

## تجربیات کاری
- شرکت در اردوی آماده‌سازی به عنوان سرمربی تکواندوکاران قزاقستان به مدت دو هفته. قزاقستان، ۲۰۲۲
- شرکت در اردوی آمادگی به عنوان سرمربی تکواندوکاران سوئد به مدت یک ماه. سوئد، ۲۰۱۹
- سرمربی تیم ملی در مسابقات جهانی تکواندو نوجوانان صوفیه، بلغارستان، ۲۰۲۲.
- مربی تیم ملی در مسابقات قهرمانی آسیایی تکواندو بیروت، لبنان، ۲۰۲۱.
- مربی تیم ملی در مسابقات انتخابی آسیا برای توکیو ۲۰۲۰، اردن.
- مربی تیم ملی در هشتمین دوره مسابقات تکواندو آزاد ترکیه استانبول، ترکیه، ۲۰۲۱.
- مربی تیم ملی در هفتمین دوره مسابقات تکواندو آزاد ترکیه، ۲۰۲۰.
- مربی تیم ملی در مسابقات جهانی تکواندو بزرگسالان منچستر، انگلستان، ۲۰۱۹.
- شرکت در اردوی آمادگی به عنوان مربی تیم ملی بزرگسالان، بلگراد، صربستان، ۲۰۱۹.
- مربی تیم ملی در جام پرزیدنت WT منطقه آسیایی کیش، ایران، ۲۰۱۹.
- سرمربی تیم ملی در بازی‌های المپیک جوانان بوئنوس آیرس، آرژانتین، ۲۰۱۸.[۶]
- شرکت در اردوی آمادگی به عنوان سرمربی تیم ملی نوجوانان، سن پترزبورگ، روسیه، ۲۰۱۸.
- سرمربی تیم ملی در مسابقات انتخابی المپیک جوانان تونس ۲۰۱۸.[۶]
- سرمربی تیم ملی در مسابقات جهانی تکواندو نوجوانان تونس ۲۰۱۸.
- سرمربی تیم ملی در مسابقات اوپن جوانان ترکیه، ترکیه، ۲۰۱۸.
- مربی تیم ملی در جام ریاست جمهوری منطقه آسیا ازبکستان، ۲۰۱۷.
- مربی تیم ملی در مسابقات جهانی تکواندو بزرگسالان موجو کره جنوبی ۲۰۱۷.
- مربی تیم ملی در جام ریاست جمهوری منطقه آفریقا مراکش، ۲۰۱۷.
- مربی تیم ملی در چهارمین دوره بازی‌های همبستگی کشورهای اسلامی باکو آذربایجان ۲۰۱۷.
- مربی تیم ملی در مسابقات تکواندو قهرمانی بزرگسالان آسیا پسای، فیلیپین، ۲۰۱۶.
- سرمربی تیم ملی در مسابقات جهانی تکواندو نوجوانان برنابی، کانادا، ۲۰۱۶.
- مربی تیم ملی در دومین دوره مسابقات جهانی تکواندو نونهالان موجو کره ۲۰۱۵.
- مربی تیم ملی در اولین دوره مسابقات تکواندو قهرمانی نونهالان آسیا چین تایپه، ۲۰۱۵.
- مربی تیم ملی در اولین دوره مسابقات جهانی تکواندو نونهالان در باکو، آذربایجان، ۲۰۱۴.
- شرکت در اردوی آمادگی تیم ملی به عنوان مربی تیم ملی بزرگسالان آذربایجان، ۱۳۹۲.
- مربی تیم ملی در مسابقات جهانی تکواندو بزرگسالان پوئبلا، مکزیک، ۲۰۱۳.
- مربی تیم ملی در مسابقات تکواندو بزرگسالان اسپانیا و تونس، ۲۰۱۲.
- شرکت در اردوی آماده‌سازی تیم ملی به عنوان مربی تیم ملی نوجوانان، روسیه، ۲۰۱۱.
- مربی تیم ملی در دومین دوره مسابقات تکواندو قهرمانی نوجوانان غرب آسیا اربیل عراق ۲۰۱۱.

## جوایز و افتخارات

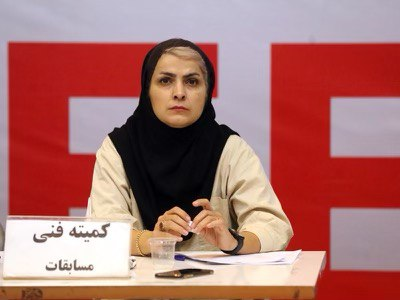

- مقام دوم مسابقات جهانی تکواندو نوجوانان ۲۰۲۲ با دو مدال طلا و دو مدال نقره.
- مقام دوم مسابقات تکواندو قهرمانی آسیا بیروت، لبنان، ۲۰۲۱.
- کسب سهمیه المپیک توکیو.
- برنده جایزه بهترین مربی در بخش بانوان مسابقات جهانی تکواندو نوجوانان ۲۰۱۶.
- مقام اول مسابقات جهانی تکواندو نوجوانان ۲۰۱۶ با دو مدال طلا و دو برنز.
- کسب ۳ سهمیه از مسابقات انتخابی تونس برای بازی‌های المپیک جوانان ۲۰۱۸.
- کسب ۲ مدال طلا و نقره از بازی‌های المپیک جوانان ۲۰۱۸.
- کسب مدال نقره از مسابقات جهانی تکواندو بزرگسالان ۲۰۱۷ موجو کره جنوبی.
- کسب مدال نقره از مسابقات جهانی تکواندو بزرگسالان ۲۰۱۹ منچستر، بریتانیا.
- مقام اول مسابقات قهرمانی نونهالان تکواندو آسیا ۲۰۱۵ چین تایپه با کسب ۷ مدال طلا و یک نقره.
- با کسب چهار مدال طلا و یک نقره در مقام اول مسابقات جهانی تکواندو نونهالان ۲۰۱۴ ایستاد.
- دفاع از عنوان قهرمانی و ایستادن در مقام اول قهرمانان نونهالان تکواندو جهان ۲۰۱۵
- مقام اول جام ریاست فدراسیون جهانی تکواندو منطقه آفریقا مراکش. ۲۰۱۷
- مقام اول جام ریاست فدراسیون جهانی تکواندو منطقه آسیایی کیش. ایران، ۲۰۱۹
- مقام اول مسابقات آزاد ترکیه ۲۰۱۸ جوانان ترکیه.
- مقام اول مسابقات تکواندو قهرمانی نوجوانان غرب آسیا ۲۰۱۱ با کسب پنج مدال طلا، سه نقره و یک برنز، اربیل، عراق.